# Bāgepalli
Bāgepalli är en ort i Indien.   Den ligger i distriktet Chikkaballapur och delstaten Karnataka, i den södra delen av landet, 1 700 km söder om huvudstaden New Delhi. Bāgepalli ligger 730 meter över havet och antalet invånare är 24 031.
Terrängen runt Bāgepalli är platt. Runt Bāgepalli är det ganska tätbefolkat, med 185 invånare per kvadratkilometer. Bāgepalli är det största samhället i trakten. Trakten runt Bāgepalli består till största delen av jordbruksmark.